# Катастеризм
Катастери́зм (от греч. καταστερίζω «помещать среди звёзд» от κατ + ἀστήρ «звезда») в древнегреческой мифологии — процесс и результат превращения богов, людей, животных и предметов в объекты звёздного неба: созвездия, астеризмы, звёзды и Млечный Путь. В современном понимании катастеризм — это перенесение мифологических и религиозных образов на небесные объекты. Термин применяется только для античных мифов, отчасти синонимичен понятию астральные мифы. Для мифов, связанных с солнцем и луной, используются термины солярные и лунарные мифы; также понятие «катастеризм» не используется для планет.
Тема катастеризмов была излюбленной у древнегреческих поэтов. Известнейшим произведением были «Катастеризмы» (в русском переводе «Превращения в звёзды»), выпущенные под псевдонимом Эратосфена из Кирены (около 276-194 до н. э.), ныне приписываемые Псевдо-Эратосфену. У римских поэтов-классификаторов мифов катастеризмы, как составная часть вообще метаморфоз, наряду с теогониями были популярнейшей темой творчества.
С большинством древних созвездий связано по нескольку мифов или версий одного мифа, объясняющих их происхождение. Ниже представлены наиболее известные и общепринятые катастеризмы.
| Созвездие                          | Аналог в мифологии                          |
| ---------------------------------- | ------------------------------------------- |
| Андромеда                          | Андромеда                                   |
| Близнецы                           | Диоскуры                                    |
| Большая Медведица                  | Каллисто                                    |
| Большой Пёс                        | Собака Икария                               |
| Весы                               | Атрибут Фемиды                              |
| Водолей                            | Ганимед, Девкалион или Кекроп               |
| Волк                               | Ликаон                                      |
| Волопас                            | Аркад                                       |
| Геркулес                           | Геракл                                      |
| Гидра                              | Лернейская гидра из второго подвига Геракла |
| Дева                               | Деметра                                     |
| Дракон                             | Дракон из путешествия Аргонавтов            |
| Змееносец                          | Асклепий                                    |
| Змея                               | Атрибут Асклепия                            |
| Кассиопея                          | Кассиопея                                   |
| Кит                                | Кето, чудовище из подвига Персея            |
| Козерог                            | Пан, возможно также Амалфея                 |
| Корабль Арго (Киль, Корма, Паруса) | Корабль Аргонавтов                          |
| Лебедь                             | Зевс                                        |
| Лев                                | Лев из первого подвига Геракла              |
| Лира                               | Лира Орфея                                  |
| Малый Пёс                          | Собака Икария                               |
| Овен                               | Златорунный овен Аргонавтов                 |
| Орёл                               | Зевс                                        |
| Орион                              | Орион                                       |
| Пегас                              | Пегас                                       |
| Персей                             | Персей                                      |
| Рак                                | Рак из второго подвига Геракла              |
| Рыбы                               | Афродита и Амур                             |
| Северная Корона                    | Венец Ариадны                               |
| Скорпион                           | Скорпион, напавший на Ориона                |
| Стрелец                            | Кентавр Кротос                              |
| Телец                              | Зевс                                        |
| Центавр                            | Кентавр Хирон                               |
| Цефей                              | Кефей                                       |
| Эридан                             | Эридан                                      |